# Уб (община)
Уб (серб. Уб) — община в Сербии, входит в Колубарский округ.
Население общины составляет 30 646 человек (2007 год), плотность населения составляет 67 чел./км². Занимаемая площадь — 456 км², из них 81,1 % используется в промышленных целях.
Административный центр общины — город Уб. Община Уб состоит из 38 населённых пунктов, средняя площадь населённого пункта — 12,0 км².

## Статистика населения общины
| Год  | Население, чел. |
| ---- | --------------- |
| 1991 | 33 337          |
| 2001 | 32 212          |
| 2002 | 32 095          |
| 2003 | 31 876          |
| 2004 | 31 568          |
| 2005 | 31 272          |
| 2006 | 31 014          |
| 2007 | 30 646          |